# Climacus
Il climacus, dal latino scala, è un neuma utilizzato nel canto gregoriano.

Corrisponde a tre o più note discendenti.

Nella notazione quadrata è rappresentato da una virga seguita da due punctum in losanga. È il solo utilizzo di losanga nella notazione vaticana. 

## Origine
Il climacus così come riprodotto dalla notazione quadrata  confonde di fatto due neumi corsivi abbastanza differenti, come li si può distinguere nelle notazioni di san Gallo e soprattutto di Laon:
- La Virga subpunctis, , accentuata sulla prima nota come la mostra la notazione di Laon .
- Il Climacus propriamente detto, formato da tre note leggere, ben descritto dalla notazione di Laon  ma che la notazione di san Gallo  non distingue affatto se non con la littera c (per celeriter) sulla prima nota.

Il climacus propriamente detto è un ornamento, che non appare affatto se non nello stile melismatico.
Climacus d'ornamento
Per essere conforme alla sua etimologia, il climacus propriamente detto dovrebbe essere rappresentato così . Non apparirebbe mai isolato, ma sempre in formula aggiunta ad un  neuma, le due note estreme del climacus formerebbero un ornamento superiore ed inferiore al neuma principale. Solitamente è un suffisso, come in , più raramente un prefisso.
Climacus finale
Si ritrovano ugualmente dei climacus isolati dove la terza nota è episemata, particolarmente nette nelle grafie di Laon  ma ugualmente riconoscibili in quella di san Gallo  e che le edizioni di Solesmes distinguono (talvolta) con un episema verticale sull'ultima nota . Questa forma isolata ha una accentuazione atipica: le due prime note sono leggere, l'accento del neuma non è che sulla terza nota.

## Interpretazione
- Il climacus propriamente detto è un neuma di transizione, ornamentale e leggero, che da se stesso non possiede accento.
- La virga subpunctis è accentuata sulla prima nota.